# RSL COM
RSL COM var ett svenskt IT- och telekommunikationsbolag. Privatkundstocken övertogs 2004 av Universal Telecom AB. Företagsverksamheten övertogs samma år av Ventelo Sverige AB.